# Дискография Лары Фабиан
Дискография бельгийской певицы Лары Фабиан состоит из 13 студийных альбомов, 4 концертных альбомов, 3 сборников, 5 видеоальбомов и 50 синглов.

## Студийные альбомы
| Название                                                                       | Информация                                                                                | Высшие позиции в чартах | Высшие позиции в чартах | Высшие позиции в чартах | Высшие позиции в чартах | Высшие позиции в чартах | Высшие позиции в чартах | Высшие позиции в чартах | Высшие позиции в чартах | Высшие позиции в чартах | Высшие позиции в чартах | Сертификации                                                                    |
| Название                                                                       | Информация                                                                                | БЕЛ В                   | БЕЛ Ф                   | ГЕР                     | КАН                     | НИД                     | СОЕ                     | ФИН                     | ФРА                     | ШВА                     | ШВЕ                     | Сертификации                                                                    |
| ------------------------------------------------------------------------------ | ----------------------------------------------------------------------------------------- | ----------------------- | ----------------------- | ----------------------- | ----------------------- | ----------------------- | ----------------------- | ----------------------- | ----------------------- | ----------------------- | ----------------------- | ------------------------------------------------------------------------------- |
| Lara Fabian                                                                    | - Дата выхода: 1991 - Лейбл: Polydor - Форматы: CD, компакт-кассета                       | —                       | —                       | —                       | —                       | —                       | —                       | —                       | —                       | —                       | —                       |                                                                                 |
| Carpe Diem                                                                     | - Дата выхода: 1994 - Лейбл: Polydor - Форматы: CD, компакт-кассета                       | 16                      | —                       | —                       | —                       | —                       | —                       | —                       | 4                       | —                       | —                       | - MC: 2× платиновый                                                             |
| Pure                                                                           | - Дата выхода: 1996 - Лейбл: Polydor - Форматы: CD, компакт-кассета                       | 3                       | —                       | —                       | 7                       | —                       | —                       | —                       | 3                       | —                       | —                       | - BEA: платиновый - IFPI SWI: платиновый - MC: платиновый - SNEP: бриллиантовый |
| Lara Fabian                                                                    | - Дата выхода: 1 октября 1999 - Лейбл: Columbia - Форматы: CD, компакт-кассета            | 2                       | 11                      | 26                      | —                       | 44                      | 85                      | 4                       | 1                       | 14                      | 38                      | - BEA: платиновый - IFPI SWI: золотой - MC: золотой - SNEP: платиновый          |
| Nue                                                                            | - Дата выхода: 28 августа 2001 - Лейбл: Polydor - Форматы: CD, компакт-кассета            | 1                       | —                       | —                       | —                       | —                       | —                       | —                       | 2                       | 10                      | —                       | - BEA: золотой - IFPI SWI: золотой - SNEP: 2× платиновый                        |
| A Wonderful Life                                                               | - Дата выхода: 1 июня 2004 - Лейбл: Columbia - Форматы: CD                                | 4                       | 54                      | 80                      | —                       | 68                      | —                       | 36                      | 8                       | 18                      | —                       |                                                                                 |
| 9                                                                              | - Дата выхода: 29 марта 2005 - Лейбл: Polydor - Форматы: CD                               | 2                       | 67                      | —                       | —                       | —                       | —                       | —                       | 3                       | 32                      | —                       | - BEA: платиновый - SNEP: 2× золотой                                            |
| Toutes les femmes en moi                                                       | - Дата выхода: 25 мая 2009 - Лейбл: Polydor - Форматы: CD, цифровая дистрибуция           | 1                       | 60                      | —                       | 25                      | —                       | —                       | —                       | 3                       | 41                      | —                       | - BEA: золотой                                                                  |
| Every Woman in Me                                                              | - Дата выхода: 8 октября 2009 - Лейбл: — - Форматы: CD, цифровая дистрибуция              | —                       | —                       | —                       | —                       | —                       | —                       | —                       | —                       | —                       | —                       |                                                                                 |
| Мадемуазель Живаго                                                             | - Дата выхода: 15 сентября 2010 - Лейбл: АРС Records - Форматы: CD, цифровая дистрибуция  | 2                       | —                       | —                       | —                       | —                       | —                       | —                       | —                       | —                       | —                       |                                                                                 |
| Le secret                                                                      | - Дата выхода: 15 апреля 2013 - Лейбл: 9 Productions - Форматы: CD, цифровая дистрибуция  | 1                       | 37                      | —                       | —                       | —                       | —                       | —                       | 1                       | 16                      | —                       | - BEA: золотой - SNEP: золотой                                                  |
| Ma vie dans la tienne                                                          | - Дата выхода: 6 ноября 2015 - Форматы: CD, цифровая дистрибуция                          | 3                       | 44                      | —                       | —                       | —                       | —                       | —                       | 4                       | 14                      | —                       | - SNEP: золотой                                                                 |
| Camouflage                                                                     | - Дата выхода: 6 октября 2017 - Форматы: CD, цифровая дистрибуция                         | 4                       | 57                      | —                       | —                       | —                       | —                       | —                       | 12                      | 27                      | —                       |                                                                                 |
| Papillon                                                                       | - Дата выхода: 8 февраля 2019 - Лейбл: 9 Productions - Форматы: CD, цифровая дистрибуция  | 2                       | 56                      | —                       | 20                      | —                       | —                       | —                       | 16                      | 58                      | —                       |                                                                                 |
| Lockdown sessions                                                              | - Дата выхода: 16 декабря 2020 - Лейбл: 9 Productions - Форматы: CD, цифровая дистрибуция | —                       | —                       | —                       | —                       | —                       | —                       | —                       | —                       | —                       | —                       |                                                                                 |
| Je suis là                                                                     | - Дата выхода: 29 ноября 2024 - Лейбл: 9 Productions - Форматы: CD, цифровая дистрибуция  | —                       | —                       | —                       | —                       | —                       | —                       | —                       | —                       | —                       | —                       |                                                                                 |
| Знак «—» означает, что релиз не вошёл в чарт или не был издан в данной стране. |                                                                                           |                         |                         |                         |                         |                         |                         |                         |                         |                         |                         |                                                                                 |

## Концертные альбомы
| Live                                                                           | - Дата выхода: 27 апреля 1999 - Лейбл: Polydor, Musicor - Форматы: CD                         | 1 | 1  | —  | - BEA: золотой     |
| Live                                                                           | - Дата выхода: 12 ноября 2002 - Лейбл: Polydor, Universal - Форматы: CD, цифровая дистрибуция | 9 | 10 | 61 | - SNEP: 2× золотой |
| En toute intimité                                                              | - Дата выхода: 2 декабря 2003 - Лейбл: Polydor, Universal - Форматы: CD, цифровая дистрибуция | 1 | 6  | 31 | - SNEP: платиновый |
| Un regard 9 Live                                                               | - Дата выхода: 20 октября 2006 - Лейбл: Polydor - Форматы: CD, цифровая дистрибуция           | 3 | 7  | 41 |                    |
| Знак «—» означает, что релиз не вошёл в чарт или не был издан в данной стране. |                                                                                               |   |    |    |                    |

## Сборники
| Best Of                                                                        | - Дата выхода: 15 ноября 2010 - Лейбл: Polydor - Форматы: CD, цифровая дистрибуция             | 1 | 96 | 172 | 97 | - BEA: платиновый - SNEP: золотой |
| Essential Lara Fabian                                                          | - Дата выхода: 24 февраля 2015 - Лейбл: Warner Music Italy - Форматы: CD, цифровая дистрибуция | — | —  | —   | —  |                                   |
| Selection                                                                      | - Дата выхода: Март 2015 - Лейбл: Odacity                                                      | — | —  | —   | —  |                                   |
| Знак «—» означает, что релиз не вошёл в чарт или не был издан в данной стране. |                                                                                                |   |    |     |    |                                   |

## Синглы

### Как основной исполнитель
| Заголовок                                                                      | Год  | Высшие позиции в чартах | Высшие позиции в чартах | Высшие позиции в чартах | Высшие позиции в чартах | Высшие позиции в чартах | Высшие позиции в чартах | Высшие позиции в чартах | Высшие позиции в чартах | Высшие позиции в чартах | Высшие позиции в чартах | Сертификации                   | Альбом                                             |
| Заголовок                                                                      | Год  | БЕЛ В                   | БЕЛ Ф                   | ГЕР                     | КАН                     | НИД                     | НОЗ                     | СОЕ                     | ФРА                     | ШВА                     | ШВЕ                     | Сертификации                   | Альбом                                             |
| ------------------------------------------------------------------------------ | ---- | ----------------------- | ----------------------- | ----------------------- | ----------------------- | ----------------------- | ----------------------- | ----------------------- | ----------------------- | ----------------------- | ----------------------- | ------------------------------ | -------------------------------------------------- |
| «L’Aziza est en pleurs»                                                        | 1986 | —                       | —                       | —                       | —                       | —                       | —                       | —                       | —                       | —                       | —                       |                                | н/д                                                |
| «Croire»                                                                       | 1988 | —                       | —                       | —                       | —                       | —                       | —                       | —                       | —                       | —                       | —                       |                                | Lara Fabian                                        |
| «Je sais» (совместно с Франком Оливье)                                         | 1989 | —                       | —                       | —                       | —                       | —                       | —                       | —                       | —                       | —                       | —                       |                                | Lara Fabian                                        |
| «Je m’arrêterai pas de t’aimer»                                                | 1991 | —                       | —                       | —                       | —                       | —                       | —                       | —                       | —                       | —                       | —                       |                                | Lara Fabian                                        |
| «Qui pense à l’amour»                                                          | 1991 | —                       | —                       | —                       | —                       | —                       | —                       | —                       | —                       | —                       | —                       |                                | Lara Fabian                                        |
| «Tu t’en vas»                                                                  | 1994 | —                       | —                       | —                       | —                       | —                       | —                       | —                       | —                       | —                       | —                       |                                | Carpe Diem                                         |
| «Si tu m’aimes»                                                                | 1994 | —                       | —                       | —                       | —                       | —                       | —                       | —                       | —                       | —                       | —                       |                                | Carpe Diem                                         |
| «Tout»                                                                         | 1997 | 2                       | —                       | —                       | —                       | —                       | —                       | —                       | 4                       | —                       | —                       | - BEA: платиновый              | Pure                                               |
| «Je t’aime»                                                                    | 1997 | 6                       | —                       | —                       | —                       | —                       | —                       | —                       | 6                       | —                       | —                       |                                | Pure                                               |
| «Humana»                                                                       | 1998 | 21                      | —                       | —                       | —                       | —                       | —                       | —                       | 15                      | —                       | —                       |                                | Pure                                               |
| «Si tu m’aimes»                                                                | 1998 | 3                       | —                       | —                       | —                       | —                       | —                       | —                       | 5                       | —                       | —                       | - BEA: золотой                 | Pure                                               |
| «La Différence»                                                                | 1999 | 11                      | —                       | —                       | —                       | —                       | —                       | —                       | 10                      | —                       | —                       | - SNEP: золотой                | Pure                                               |
| «Réquiem pour un fou» (совместно с Джонни Холлидеем)                           | 1999 | 11                      | —                       | —                       | —                       | —                       | —                       | —                       | —                       | —                       | —                       |                                | Live                                               |
| «Adagio»                                                                       | 1999 | 3                       | 29                      | —                       | —                       | 66                      | —                       | —                       | 5                       | —                       | —                       | - SNEP: золотой                | Lara Fabian                                        |
| «Meu Grande Amor / To Love Again»                                              | 1999 | —                       | —                       | —                       | —                       | —                       | —                       | —                       | —                       | —                       | —                       |                                | Lara Fabian                                        |
| «Givin' Up on You»                                                             | 1999 | —                       | —                       | —                       | —                       | —                       | —                       | —                       | —                       | —                       | —                       |                                | Lara Fabian                                        |
| «I Will Love Again»                                                            | 2000 | 5                       | —                       | 25                      | 4                       | —                       | 8                       | 32                      | 16                      | 14                      | 31                      | - BEA: золотой                 | Lara Fabian                                        |
| «I Am Who I Am»                                                                | 2000 | —                       | —                       | 70                      | 19                      | —                       | —                       | —                       | 67                      | 64                      | —                       |                                | Lara Fabian                                        |
| «Sin Ti»                                                                       | 2000 | —                       | —                       | —                       | —                       | —                       | —                       | —                       | —                       | —                       | —                       |                                | Lara Fabian                                        |
| «Sola Otra Vez»                                                                | 2000 | —                       | —                       | —                       | —                       | —                       | —                       | —                       | —                       | —                       | —                       |                                | Lara Fabian                                        |
| «Love By Grace»                                                                | 2001 | —                       | —                       | 85                      | —                       | —                       | —                       | —                       | —                       | —                       | 59                      |                                | Lara Fabian                                        |
| «Quedate»                                                                      | 2001 | —                       | —                       | —                       | —                       | —                       | —                       | —                       | —                       | —                       | —                       |                                | Lara Fabian                                        |
| «Yeliel (My Angel)»                                                            | 2001 | —                       | —                       | —                       | —                       | —                       | —                       | —                       | —                       | —                       | —                       |                                | Lara Fabian                                        |
| «The Dream Within»                                                             | 2001 | —                       | —                       | —                       | —                       | —                       | —                       | —                       | —                       | —                       | —                       |                                | Final Fantasy — Original Motion Picture Soundtrack |
| «J’y crois encore»                                                             | 2001 | 8                       | —                       | —                       | —                       | —                       | —                       | —                       | 17                      | —                       | —                       | - SNEP: золотой                | Nue                                                |
| «Immortelle»                                                                   | 2002 | 4                       | —                       | —                       | —                       | —                       | —                       | —                       | 10                      | —                       | —                       | - SNEP: золотой                | Nue                                                |
| «Aimer Déjà»                                                                   | 2002 | 23                      | —                       | —                       | —                       | —                       | —                       | —                       | 32                      | —                       | —                       |                                | Nue                                                |
| «Tu es mon autre» (совместно с Maurane)                                        | 2002 | 2                       | —                       | —                       | —                       | —                       | —                       | —                       | 5                       | 23                      | —                       | - BEA: золотой - SNEP: золотой | Nue                                                |
| «Bambina» (совместно с Жан-Феликсом Лаланном)                                  | 2003 | 12                      | —                       | —                       | —                       | —                       | —                       | —                       | 31                      | —                       | —                       |                                | En toute intimité                                  |
| «The Last Goodbye»                                                             | 2004 | —                       | —                       | —                       | —                       | —                       | —                       | —                       | —                       | —                       | —                       |                                | A Wonderful Life                                   |
| «No Big Deal»                                                                  | 2004 | —                       | —                       | —                       | —                       | —                       | —                       | —                       | —                       | —                       | —                       |                                | A Wonderful Life                                   |
| «La lettre»                                                                    | 2005 | 11                      | —                       | —                       | —                       | —                       | —                       | —                       | 11                      | 62                      | —                       |                                | 9                                                  |
| «Ne lui parlez plus d’elle»                                                    | 2005 | —                       | —                       | —                       | —                       | —                       | —                       | —                       | —                       | —                       | —                       |                                | 9                                                  |
| «Un Ave Maria»                                                                 | 2005 | —                       | —                       | —                       | —                       | —                       | —                       | —                       | —                       | —                       | —                       |                                | 9                                                  |
| «L’homme qui n’avait pas de maison»                                            | 2006 | —                       | —                       | —                       | —                       | —                       | —                       | —                       | 26                      | —                       | —                       |                                | 9                                                  |
| «Aime»                                                                         | 2006 | 9                       | —                       | —                       | —                       | —                       | —                       | —                       | 26                      | —                       | —                       |                                | 9                                                  |
| «Soleil, Soleil»                                                               | 2009 | 39                      | —                       | —                       | —                       | —                       | —                       | —                       | —                       | —                       | —                       |                                | Toutes les femmes en moi                           |
| «Toutes les femmes en moi»                                                     | 2009 | —                       | —                       | —                       | —                       | —                       | —                       | —                       | —                       | —                       | —                       |                                | Toutes les femmes en moi                           |
| «On s’aimerait tout bas»                                                       | 2010 | 19                      | —                       | —                       | —                       | —                       | —                       | —                       | —                       | —                       | —                       |                                | Best of Lara Fabian                                |
| «Je t’aime encore»                                                             | 2012 | —                       | —                       | —                       | —                       | —                       | —                       | —                       | —                       | —                       | —                       |                                | Mademoiselle Zhivago                               |
| «Deux ils, deux elles»                                                         | 2013 | —                       | —                       | —                       | —                       | —                       | —                       | —                       | 88                      | —                       | —                       |                                | Le secret                                          |
| «Danse»                                                                        | 2013 | —                       | —                       | —                       | —                       | —                       | —                       | —                       | —                       | —                       | —                       |                                | Le secret                                          |
| «La vie est là»                                                                | 2014 | —                       | —                       | —                       | —                       | —                       | —                       | —                       | —                       | —                       | —                       |                                | Le secret                                          |
| «Quand je ne chante pas»                                                       | 2015 | 22                      | —                       | —                       | —                       | —                       | —                       | —                       | 44                      | —                       | —                       |                                | Ma vie dans la tienne                              |
| «Ma vie dans la tienne»                                                        | 2015 | 32                      | —                       | —                       | —                       | —                       | —                       | —                       | 102                     | —                       | —                       |                                | Ma vie dans la tienne                              |
| «Growing Wings»                                                                | 2017 | —                       | —                       | —                       | —                       | —                       | —                       | —                       | 36                      | —                       | —                       |                                | Camouflage                                         |
| «Choose What You Love Most (Let It Kill You)»                                  | 2017 | —                       | —                       | —                       | —                       | —                       | —                       | —                       | 86                      | —                       | —                       |                                | Camouflage                                         |
| «Chameleon»                                                                    | 2018 | —                       | —                       | —                       | —                       | —                       | —                       | —                       | —                       | —                       | —                       |                                | Camouflage                                         |
| «Papillon»                                                                     | 2018 | —                       | —                       | —                       | —                       | —                       | —                       | —                       | —                       | —                       | —                       |                                | Papillon                                           |
| «Je suis à toi»                                                                | 2019 | —                       | —                       | —                       | —                       | —                       | —                       | —                       | —                       | —                       | —                       |                                | Papillon                                           |
| «Par amour»                                                                    | 2019 | —                       | —                       | —                       | —                       | —                       | —                       | —                       | —                       | —                       | —                       |                                | Papillon                                           |
| «C’est l’heure»                                                                | 2020 | —                       | —                       | —                       | —                       | —                       | —                       | —                       | —                       | —                       | —                       |                                | Papillon(s)                                        |
| «Nos cœurs à la fenêtre»                                                       | 2020 | 16                      | —                       | —                       | —                       | —                       | —                       | —                       | —                       | —                       | —                       |                                | н/д                                                |
| «Ta peine»                                                                     | 2024 | —                       | —                       | —                       | —                       | —                       | —                       | —                       | —                       | —                       | —                       |                                | Je suis là                                         |
| «Je t’ai cherché»                                                              | 2024 | —                       | —                       | —                       | —                       | —                       | —                       | —                       | —                       | —                       | —                       |                                | Je suis là                                         |
| Знак «—» означает, что релиз не вошёл в чарт или не был издан в данной стране. |      |                         |                         |                         |                         |                         |                         |                         |                         |                         |                         |                                |                                                    |

### Как приглашённый исполнитель
| Заголовок                                                                      | Год  | Высшие позиции в чартах | Высшие позиции в чартах | Высшие позиции в чартах | Высшие позиции в чартах | Высшие позиции в чартах | Высшие позиции в чартах | Высшие позиции в чартах | Высшие позиции в чартах | Высшие позиции в чартах | Высшие позиции в чартах | Сертификации | Альбом          |
| Заголовок                                                                      | Год  | БЕЛ В                   | БЕЛ Ф                   | ГЕР                     | КАН                     | НИД                     | НОЗ                     | СОЕ                     | ФРА                     | ШВА                     | ШВЕ                     | Сертификации | Альбом          |
| ------------------------------------------------------------------------------ | ---- | ----------------------- | ----------------------- | ----------------------- | ----------------------- | ----------------------- | ----------------------- | ----------------------- | ----------------------- | ----------------------- | ----------------------- | ------------ | --------------- |
| «L’amour voyage» (совместно с Франком Оливье)                                  | 1990 | —                       | —                       | —                       | —                       | —                       | —                       | —                       | —                       | —                       | —                       |              | L’amour voyage  |
| «Un cuore malato» (совместно с Джиджи Д’Алессио)                               | 2006 | 6                       | —                       | —                       | —                       | —                       | —                       | —                       | 16                      | —                       | —                       |              | Made In Italy   |
| «Make Me Yours Tonight» (совместно с Мустафой Чечели)                          | 2014 | —                       | —                       | —                       | —                       | —                       | —                       | —                       | 151                     | —                       | —                       |              | н/д             |
| «Razorblade» (совместно с Наталией)                                            | 2016 | —                       | —                       | —                       | —                       | —                       | —                       | —                       | 131                     | —                       | —                       |              | The Sound of Me |
| Знак «—» означает, что релиз не вошёл в чарт или не был издан в данной стране. |      |                         |                         |                         |                         |                         |                         |                         |                         |                         |                         |              |                 |